# Sven de Caluwé
Sven "Svencho" de Caluwé, född 4 januari 1978 i Waregem, Västflandern, är en belgisk (flamländsk) sångare och musiker. Han är vokalist i brutal death metal-bandet Aborted sedan 1995 och är den ende kvarvarande originalmedlemmen.
Utöver sitt huvudband är de Caluwé också aktiv i death metal-bandet Fetal Blood Eagle, samt deathcore-bandet Coffin Feeder. Han bidrar också regelbundet som gästmusiker på i genren närliggande bands album, däribland grupper som franska Benighted, nederländska Epica och amerikanska The Acacia Strain.
De Caluwé jobbar även som grafiker och har gjort albumkonst åt band som Immolation, Despised Icon, Severe Torture och Mors Principium Est.

## Diskografi (Aborted)

### Studioalbum
- The Purity of Perversion (1999)
- Engineering the Dead (2001)
- Goremageddon: The Saw and the Carnage Done (2003)
- The Archaic Abattoir (2005)
- Slaughter & Apparatus: A Methodical Overture (2007)
- Strychnine.213 (2008)
- Global Flatline (2012)
- The Necrotic Manifesto (2014)
- Retrogore (2016)
- TerrorVision (2018)
- ManiaCult (2021)
- Vault of Horrors (2024)

### EP
- The Haematobic EP (2003)
- Coronary Reconstruction (2010)
- Termination Redux (2016)
- Le grande mascarade (2020)

### Singlar
- "Global Flatline" (2011)
- "Scriptures of the Dead" (2014)
- "Bathos" (2017)
- "Squalor Opera" (2018)
- "Terrorvision" (2018)
- "Vespertine Decay" (2018)
- "Impetus Odi" (2021)
- "Drag Me to Hell" (2021)
- "Maniacult" (2021)
- "Infinite Terror" (2022)
- "Death Cult" (2024)
- "Dreadbringer" (2024)
- "The Pain, Will Be Exquisite" (2025)